# Кастру-Алвис (Баия)
Кастру-Алвис (порт. Castro Alves) — муниципалитет в Бразилии, входит в штат Баия. Составная часть мезорегиона Агломерация Салвадор. Входит в экономико-статистический микрорегион Санту-Антониу-ди-Жезус. Население составляет 24 677 человек на [2006 год. Занимает площадь 762,981 км². Плотность населения — 32,3 чел./км². Родной город бразильского поэта Антониу ди Кастру Алвиса, в честь которого он был переименован в 1900 году (прежнее название — Курралинью).

## Статистика
- Валовой внутренний продукт на 2003 год составляет 50 170 215,00 реалов (данные: Бразильский институт географии и статистики).
- Валовой внутренний продукт на душу населения на 2003 год составляет 2000,17 реалов (данные: Бразильский институт географии и статистики).
- Индекс развития человеческого потенциала на 2000 год составляет 0,642 (данные: Программа развития ООН).